# Lobesia lecta
Lobesia lecta – gatunek motyli z rodziny trociniarkowatych i podrodziny Olethreutinae.
Gatunek ten opisany został po raz pierwszy w 2012 roku przez Józefa Razowskiego i Janusza Wojtusiaka na łamach „Acta Zoologica Cracoviensia”. Jako lokalizację typową wskazano Okomu Forest Reserve w nigeryjskim stanie Edo. Epitet gatunkowy oznacza po łacinie „wybrana” i nawiązuje do podobieństwa do L. stericta.
Motyl osiągający około 8 mm rozpiętości skrzydeł. Głowa jest kremowa z rdzawymi przyciemnieniami na głaszczkach wargowych. Tułów ma kolor rdzawokremowy. Skrzydło przednie jest nierozszerzone ku szczytowi, z lekko wypukłą krawędzią kostalną oraz trochę ukośnym brzegiem zewnętrznym. Ubarwienie ma kremowe z rdzawobrązowymi przyciemnieniami i nakrapianiem, kremowobiałym kreskowaniem części kostalnej oraz bladordzawobrązowym wzorem obejmującym przepaskę zanasadową, środkową i subterminalną. Tylne skrzydło jest kremowe z brązowordzawymi przyciemnieniami na obrzeżach. Strzępiny skrzydeł przednich są kremowe z wmieszanymi łuskami rdzawymi, tylnych zaś białawe. Genitalia samca mają zakończony dwoma małymi guzkami tegumen, szeroki i nagi wyrostek towarzyszący, walwę o szerokiej podstawie, gęste kolce i pędzelek włosków w ogonowej części sakulusa, a dalej duży wyrostek kolczasty.
Gatunek afrotropikalny, znany tylko z Nigerii.